# Curtis Fuller

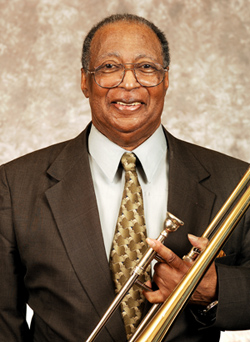
Curtis Fuller (2008)

Curtis DuBois Fuller (* 15. Dezember 1934 in Detroit, Michigan; † 8. Mai 2021) war ein US-amerikanischer Jazzmusiker (Posaune, Komposition).

## Leben und Wirken
Fullers Eltern waren Jamaikaner. Sie starben, als er noch jung war. In der Folge wurde er im Waisenhaus erzogen. Er kam erst spät zur Musik, begann in der High School Tenorhorn zu spielen und wechselte im Alter von 16 Jahren zur Posaune. Fuller war ein Schulfreund des Jazzbassisten Paul Chambers und des Jazztrompeters Donald Byrd. Er hatte zudem Kontakt zu so bekannten Musikern wie Tommy Flanagan, Thad Jones und Milt Jackson.
Im Jahr 1953 verließ er Detroit, um für zwei Jahre in der Armee zu dienen. Dort spielte er in einer Band mit den Brüdern Cannonball und Nat Adderley. Nach dem Militärdienst wurde Fuller Mitglied im Quintett von Yusef Lateef, einem weiteren bekannten Musiker aus Detroit. 1957 zog er mit diesem Quintett nach New York, wo er seine ersten Aufnahmen als Bandleader für Prestige Records einspielte.
Alfred Lion von Blue Note Records hörte Fuller in den späten 1950er Jahren mit Miles Davis spielen und engagierte ihn als Sideman für Plattenaufnahmen von Sonny Clark und John Coltrane. Fullers Mitarbeit an Coltranes Album Blue Train ist wahrscheinlich seine bekannteste Plattenaufnahme. Fuller realisierte vier eigene Alben für Blue Note, wie The Opener mit Hank Mobley und Bone & Bari und zwei weitere mit Art Farmer bzw. mit Slide Hampton, die erst einige Jahre später erschienen.
In den nächsten zehn Jahren spielte Fuller als Sideman von vielen bekannten Jazzgrößen der Zeit. So ist er auf Alben von Bud Powell (Bud! The Amazing Bud Powell (Vol. 3)), Jimmy Smith, Wayne Shorter, Lee Morgan und Joe Henderson zu hören. Fuller selbst sagte, dass er stolz darauf sei, als einziger Posaunist sowohl mit Coltrane, Powell als auch Smith Aufnahmen gemacht zu haben (Alle im Zeitraum zwischen August und September 1957). Ende 1957, nach nur sechs Monaten in New York, hatte Fuller insgesamt sechs Alben unter eigenem Namen aufgenommen und war auf 15 weiteren Aufnahmen als Sideman zu hören, etwa beim Gil-Evans-Album Great Jazz Standards (1960).
Fuller war der erste Posaunist, der Mitglied im Jazztet von Art Farmer und Benny Golson wurde. 1961 wurde er Mitglied bei Art Blakeys Jazz Messengers, wo er bis 1965 blieb. In den frühen 1960er Jahren nahm er zudem mehrere Alben unter eigenen Namen für Impulse! Records auf, nachdem er in der Zwischenzeit bereits Aufnahmen für Savoy Records und Epic gemacht hatte.
In den späten 1960er Jahren war Fuller Mitglied in Dizzy Gillespies Band. Dann experimentierte er eine Zeit lang mit Hard-Bop-Arrangements in einer Band mit elektronischen Instrumenten und leitete eine Gruppe mit dem Gitarristen Bill Washer und dem Bassisten Stanley Clarke. Diese Phase endete mit dem 1973 erschienenen Album Crankin’. Zwischen 1975 und 1977 tourte er mit dem Count Basie Orchestra. 1979 und 1980 leitete er gemeinsam mit Posaunenkollege Kai Winding das Quintett Giant Bones. Zudem spielte er in den späten 1970er und frühen 80er-Jahren mit Art Blakey, Cedar Walton und Benny Golson.
In den 1980er Jahren tourte Fuller regelmäßig mit den Timeless All-Stars durch Europa; er konzertierte wieder mit Blakey und Golson im reaktivierten Jazztet, mit dem auch mehrere Aufnahmen entstanden (Real Time, Contemporary, 1986). Nach einigen Gesundheitsproblemen im nächsten Jahrzehnt war Fuller wieder aktiv, veröffentlichte seit 2005 weitere Alben und trat auf, etwa beim JazzFest Berlin 2009.

## Auszeichnungen
Curtis Fuller erhielt die Jazz Masters Fellowship für das Jahr 2007. Die mit 25 000 US-Dollar dotierte Anerkennung der staatlichen NEA-Stiftung ist die höchste Auszeichnung für Jazzmusiker in den USA.

## Ausgewählte Diskografie
Als Bandleader
- New Trombone (Prestige, 1957)
- Curtis Fuller with Red Garland (Prestige, 1957)
- The Opener (Blue Note, 1957)
- Bone & Bari (Blue Note, 1957), u. a. mit Tate Houston
- Curtis Fuller & Hampton Hawes with French Horns (Status, 1957)
- Jazz …It’s magic! (Savoy Records, 1957)
- Sliding Easy (United Artists, 1959)
- Blues-ette (Savoy, 1959)
- The Curtis Fuller Jazztette (Savoy Records, 1959)
- Imagination (Savoy Records, 1959)
- Curtis Fuller Volume 3 (Blue Note, 1960)
- Images of Curtis Fuller (Savoy Records, 1960)
- South American Cookin’ (Epic Records, 1961)
- Soul Trombone and the Jazz Clan (Impulse!, 1962)
- Cabin in the Sky (Impulse!, 1962)
- Crankin’ (MRL, 1973)
- Fire and Filigree (Bee Hive, 1978) mit Sal Nistico, Walter Bishop junior, Sam Jones, Freddie Waits
- Blues-ette, Part 2 (Savoy Records, 1993)
- Keep It Simple (Savant, 2005)
- I Will Tell Her (Capri, 2010)
- The Story of Cathy & Me (Challenge 2011)
- Down Home (Capri, 2012)

Als Sideman (Auswahl)
- John Coltrane: Blue Train (Blue Note, 1957)
- Sonny Clark: Sonny’s Crib (Blue Note, 1957)
- Lee Morgan: City Lights (Blue Note, 1957)
- Lou Donaldson: Lou Takes Off (Blue Note, 1957)
- Blue Mitchell: Big 6 (Riverside, 1958)
- Blue Mitchell: Blue Soul (Blue Note, 1959)
- Benny Golson: Groovin’ with Golson (OJC, 1959)
- Art Farmer, Benny Golson: Meet The Jazztet (Chess, 1960)
- Yusef Lateef: The Centaur and the Phoenix (Riverside, 1960)
- Art Blakey & The Jazz Messengers: Mosaic (Blue Note, 1961)
- Philly Joe Jones & Elvin Jones: Together! (Atlantic, 1961)
- Hank Mobley: A Caddy For Daddy (Blue Note, 1965)

### Musikbeispiele
- Curtis Fuller Quintet: Twelve Inch auf YouTube
- Curtis Fuller Quintet: Hello Young Lovers auf YouTube
- The Jazz Messengers feat. Curtis Fuller: À la Mode auf YouTube
- The Jazz Messengers feat. Curtis Fuller: Mosaic auf YouTube